# Masjed Soleiman
Masjed-e Soleiman (en persan : مسجد سلیمان, Masjed/Masjid-e Soleimān, ou Masjed/Masjid Soleymān) est une ville de la province du Khuzestan au Sud-Ouest de l'Iran. Masjed-e Soleiman est peuplée en majorité de membres de la tribu des Bakhtiaris.
C'est à proximité de la ville que le premier puits de pétrole moderne du Moyen-Orient a été découvert en 1908. En 2008, Le 100e anniversaire du début de l'activité pétrolière  au Moyen-Orient a ainsi été célébré dans la  ville. En 2020, le champ pétrolier est toujours exploité. 
La ville a été fondée au début du XXe siècle avec le développement de l'industrie pétrolière au Moyen-Orient ; après les premières négociations sur l'établissement de la Anglo-Persian Oil Company entre William Knox D'Arcy et les chefs de la tribu Bakhtiaris (les Khans Bakhtiari)[réf. souhaitée].
On suppose que le nom de la ville a son origine d'une conviction des habitants locaux qui appellent les ruines d'un palais achéménide Masjed-e-Soleiman, ce qui signifie « Mosquée de Salomon ».
Le 8 juillet 2019, une personne est tuée et au moins 45 autres blessées lors d'un tremblement de terre.

## Personnes célèbres de Masjed Soleiman
- Litta Soheila Sohi (1966-), cavalière de dressage iranienne de 2014 à 2020.

- Masoud Bakhtiari (1940-2006), auteur, compositeur, interprète de musique folklorique en langue bakhtiari.
- Mehran Karimi Nasseri (1942-2022), un réfugié iranien qui a vécu dans le Terminal 1 de l'aéroport Roissy-Charles de Gaulle entre 1988 et 2006, est né à Masjed-e Soleymān.
- L'actuel secrétaire du Conseil de discernement, Mohsen Rezaï (1954-), est né à Masjed-e Soleimān.